# Château de Montpezat
Le château de Montpezat  est un château situé sur la commune de Montpezat dans le département du Gard en région Occitanie.

## Situation
Le château de Montpezat est situé rue du Château dans la commune de Montpezat.

## Histoire
Les façades et les toitures du château font l’objet d’un classement au titre des monuments historiques par arrêté du 6 décembre 1949.
Le château a été mentionné en 994 et 1119. Bernard [VI] d'Anduze, fils de Bertrand d'Anduze, rend hommage à Aldebert/Aldebert d'Uzès, évêque de Nîmes, notamment pour ce château le 19 mars 1174-75.
Il a été cédé à Saint Louis par l'évêque de Nîmes en 1269. Selon la tradition, le roi y habite. En 1521, il est vendu à Pierre Trémolet, médecin de François Ier et en 1569, les protestants l'occupent. Il a été incendié en 1789, mais les habitants du village ont éteint l'incendie. Les escaliers étaient cassés et l'appartement a été pillé. Avant 1789, l'édifice formait un quadrilatère, fermé au sud par une galerie ou un mur formant une terrasse. La chapelle est sur la terrasse, à côté de la tour. Le château conserve trois bâtiments principaux, entourant la cour sur trois côtés.